# Славяне (группа)
«Славяне» — советская англоязычная рок-группа, хронологически третья в стране (после «Brothers» и «Со́кол»). Записей «Славяне» не оставили.

## История
Коллектив основан в 1964 году. Пели по-английски. Александр Градский, будучи с осени 1965 года гитаристом и вокалистом группы, настаивал на аутентичном русскоязычном репертуаре, поскольку остальные коллективы исполняли песни из репертуара The Beatles и The Rolling Stones.

## Состав
- Александр Градский — вокал, гитара;
- Михаил Турков — гитара;
- Вадим Маслов — электроорган;
- Виктор Дегтярёв — бас-гитара;
- Вячеслав Донцов — ударные.

## Параллельная работа
Градский, Дегтярёв, Донцов с 1966 по 1968 год работали в составе группы «Лос Панчос», исполнявшей танцевальную музыку. Одновременно Дегтярев с 1967 года выступал в группе «Скифы».

Вся аппаратура была самодельной… Оборудование, сконструированное неким Сашей Королёвым, состояло из трёх 25-ваттных гитарных усилителей и 100-ваттной голосовой системы. Стоил весь комплект тысячу рублей. Все группы играли только на танцах — в фойе институтов, школах, студенческих кафе и общежитиях — и получали за выступление по 50-100 рублей по договорённости с организаторами.